# Кириченко Тетяна Олександрівна
Тетяна Кириченко (Чижова) — українська хокеїстка. Переможниця Елітної жіночої хокейної ліги (EWHL). Захисниця жіночої збірної України з хокею. 

## Життєпис
Тетяна Чижова народилася у Харкові. Почала займатися хокеєм у 9 років. Через відсутність на той час у місті дівочих команд, вона грала в командах з хлопцями. Довгий час паралельно з хокеєм займалася плаванням.
У сезоні 2012/13 років Чижова виступала за білоруську команду «Пантера» в Елітній жіночій хокейній лізі (EWHL). За підсумками сезону вона разом з командою виграла чемпіонський титул.
У 2020 році Тетяна Чижова потрапила до заявки національної збірної України яка поїхала на чемпіонату світу (дивізіон II), що проходив в ісландському місті Акурейрі. Хоч загалом виступ команди на турнірі був невдалим, адже українська команда зазнала п'ятьох поразок (дві з яких в овертаймі) в п'ятьох матчах та вибула до третього дивізіону, Тетяна Чижова стала кращим бомбардиром своєї команди. В її активі було три закинуті шайби (у ворота збірної Туреччини та двічі у ворота збірної Нової Зеландії).
На чемпіонаті світу (дивізіон III), що проходив в 2023 році в румунському Брашові, Тетяна вже виступала під прізвищем Кириченко. Збірна України посіла друге місце в групі. В активі Тетяни Кириченко було 5 очок по системі гол+пас, окрім чотирьох результативних асистів вона також закинула шайбу у ворота збірної Болгарії.
На чемпіонаті світу 2025 року в Дивізіоні II B, що проходив в новозеландському Данідіні Кириченко по системі гол+пас набрала 10 очок (4+6) та була в топ-3 найрезультативніших гравчинь турніру.